# 劉榮祖
刘荣祖（4世纪？—424年），彭城郡彭城县安上里人，东晋至南朝宋军事人物。
他是刘怀慎的庶长子，年轻时喜好骑马射箭，受到刘裕的赏识。义熙六年（410年），卢循的军队分乘小舰逼近守卫建康的栅栏，刘裕命令全军不要向敌军射箭。刘荣祖违反禁令射箭，箭无虚发，敌军士兵应弦倒地。因战功，他被任命为参太尉军事。义熙十一年（415年），他随军讨伐司马休之。彭城国内史徐达之战败后，众将领士气低落，唯独刘荣祖愈发表现出好战的态度，刘裕于是脱下自己的铠甲给他。刘荣祖率领部下冲入敌阵，身负多处重伤仍奋勇作战，所遇敌军无不败逃。他被授予振威将军的称号。不久，在刘义符麾下担任参征虏军事，兼任遂成县令。义熙十二年（416年），刘裕北伐后秦，刘荣祖担任镇西中兵参军，被授予宁远将军称号。水军进入黄河后，他与朱超石一起在半城击败北魏长孙嵩的军队，又进攻并攻克了刘度的营垒。之后，他转任太尉中兵参军，被加授建威将军称号。北伐军攻克长安后，后秦姚泓的女婿徐众率领残余军队企图重建阵营，刘荣祖与檀道济等人一同进攻徐众的阵营，斩杀了大量敌军。义熙十四年（418年），刘荣祖被任命为彭城国内史，后又担任相国参军。这一年，他返回建康，在刘义符麾下担任中兵参军。永初元年（420年），刘裕登基称帝，刘荣祖被任命为越骑校尉，不久又被授予右军将军称号。景平元年（423年），北魏军队南侵，司州刺史毛德祖战败身亡。当时刘荣祖正在为父亲守丧，却被起用为辅国将军。因之前在半城的战功，他被封为都乡侯。刘荣祖轻视财物、重视道义，爱护将士，但性格较为偏执。元嘉元年（424年），少帝刘义符被废黜，文帝刘义隆即位，谢晦邀请刘荣祖参与朝政，他坚决推辞。谢晦出任荆州刺史时，又邀请他担任南蛮校尉，他再次坚决推辞。这年冬天，刘荣祖去世。